# Xentor convexifrons
Xentor convexifrons är en stekelart som beskrevs av Lubomir Masner och Johnson 2007. Xentor convexifrons ingår i släktet Xentor och familjen Scelionidae. Inga underarter finns listade i Catalogue of Life.